# Communauté de communes Cœur Côte Fleurie
La communauté de communes Cœur Côte Fleurie est une communauté de communes française du département du Calvados, dans la région Normandie, créée le 31 décembre 2001.

## Historique
Le district de Trouville-Deauville, auparavant un Sivom créé le 1er janvier 1974, est transformé en communauté de communes Cœur Côte Fleurie, avec adhésion des communes de Saint-Pierre-Azif et de Vauville, le 31 décembre 2001.
La commune de Saint-Gatien-des-Bois rejoint la communauté de communes le 1er janvier 2018 à la suite de son retrait de la communauté de communes du Pays de Honfleur-Beuzeville. Cette commune étant très étendue, la communauté de communes accroît ainsi son ancienne superficie de plus des deux tiers.

## Territoire communautaire

### Géographie
Située dans le nord-est du département du Calvados, la communauté de communes Cœur Côte Fleurie regroupe 12 communes et s'étend sur 118,2 km2.

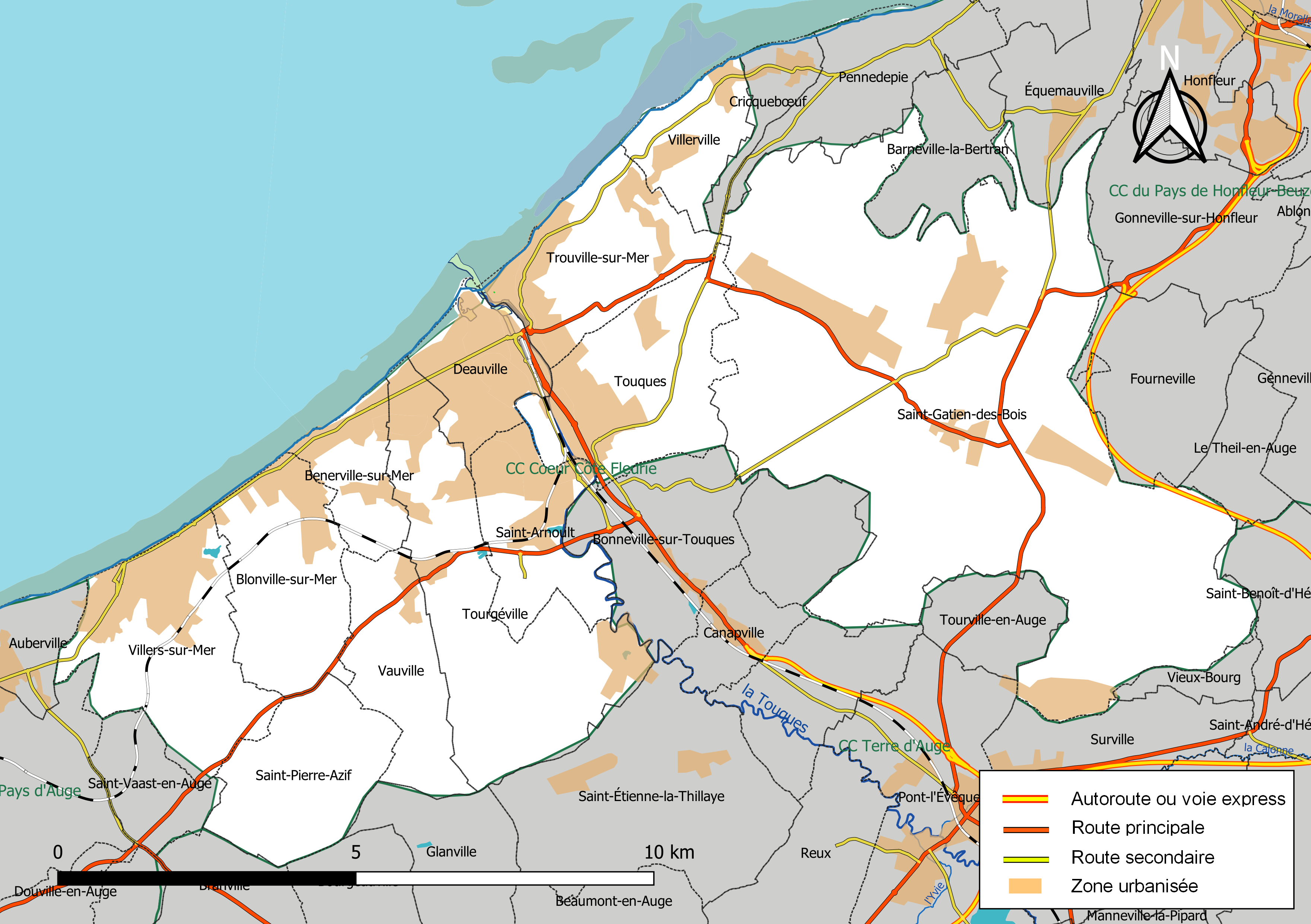
Carte de la communauté de communes Cœur Côte Fleurie au 1er janvier 2019.

### Composition
La communauté de communes est composée des 12 communes suivantes :

| Nom                   | Code Insee | Gentilé          | Superficie (km2) | Population (dernière pop. légale) | Densité (hab./km2) |
| --------------------- | ---------- | ---------------- | ---------------- | --------------------------------- | ------------------ |
| Deauville (siège)     | 14220      | Deauvillais      | 3,57             | 3 563 (2022)                      | 998                |
| Benerville-sur-Mer    | 14059      | Bénervillais     | 3,03             | 389 (2022)                        | 128                |
| Blonville-sur-Mer     | 14079      | Blonvillais      | 6,8              | 1 585 (2022)                      | 233                |
| Saint-Arnoult         | 14557      | Saint-Arnoultais | 5,12             | 1 103 (2022)                      | 215                |
| Saint-Gatien-des-Bois | 14578      | Saint-Gatiennais | 49,11            | 1 313 (2022)                      | 27                 |
| Saint-Pierre-Azif     | 14645      |                  | 6,17             | 165 (2022)                        | 27                 |
| Touques               | 14699      | Touquais         | 8,13             | 3 857 (2022)                      | 474                |
| Tourgéville           | 14701      | Tourgevillais    | 12,01            | 846 (2022)                        | 70                 |
| Trouville-sur-Mer     | 14715      | Trouvillais      | 6,79             | 4 624 (2022)                      | 681                |
| Vauville              | 14731      | Vauvillais       | 5,13             | 199 (2022)                        | 39                 |
| Villers-sur-Mer       | 14754      | Villersois       | 8,99             | 2 437 (2022)                      | 271                |
| Villerville           | 14755      | Villervillais    | 3,3              | 606 (2022)                        | 184                |

### Démographie
| 1968   | 1975   | 1982   | 1990   | 1999   | 2010   | 2015   | 2021   |
| ------ | ------ | ------ | ------ | ------ | ------ | ------ | ------ |
| 19 144 | 19 957 | 19 574 | 20 211 | 21 435 | 22 128 | 21 195 | 20 632 |

## Administration

### Siège
Le siège de la communauté de communes est situé à Deauville.

### Les élus
Le conseil communautaire de la communauté de communes est composé de 41 conseillers, représentant chacune des communes membres et élus pour une durée de six ans.
Ils sont répartis comme suit, :
| Nombre de conseillers | Communes                                 |
| --------------------- | ---------------------------------------- |
| 8                     | Trouville-sur-Mer                        |
| 7                     | Touques                                  |
| 6                     | Deauville                                |
| 5                     | Villers-sur-Mer                          |
| 3                     | Blonville-sur-Mer, Saint-Gatien-des-Bois |
| 2                     | Saint-Arnoult, Tourgéville, Villerville  |
| 1 (+ 1 suppléant)     | les autres communes                      |

### Présidence
| Période                                  | Période      | Identité        | Étiquette | Qualité |
| ---------------------------------------- | ------------ | --------------- | --------- | --- |
| -                                        | mars 1991    | Michel d'Ornano | UDF       | Maire de Deauville (1962 → 1977), président du conseil général du Calvados, ancien ministre                          |
| avril 1991                               | juillet 1995 | Pierre Lepeudry | DVD       | Maire de Tourgéville                                                                                                 |
| juillet 1995                             | avril 2008   | Paul Mentré     | UMP       | Conseiller municipal de Villers-sur-Mer, ancien directeur adjoint du cabinet de Valéry Giscard d'Estaing (1971-1973) |
| avril 2008                               | En cours     | Philippe Augier | ex-UDI    | Maire de Deauville (2001 →)                                                                                          |
| Les données manquantes sont à compléter. |              |                 |           | |

### Compétences

#### Obligatoires
- Aménagement de l’espace communautaire
  - Plan Local d'Urbanisme intercommunal
  - Zone d'Aménagement d'intérêt communautaire
  - Instruction des permis de construire
- Développement économique
- Promotion du tourisme (en 2017, création de la Société Publique Locale “Territoire de Deauville“ pour la gestion de la compétence)
- Aménagement, entretien et gestion des aires d’accueil des gens du voyage
- Collecte et traitement des déchets ménagers et assimilés
- Gestion des milieux aquatiques et prévention contre les inondations (GEMAPI)

#### Optionnelles
- Protection et mise en valeur de l’environnement
- Politique du logement et du cadre de vie
- Eau et assainissement
  - Production et distribution d'eau potable
  - Assainissement des eaux usées
  - Eaux de baignade
- Création, aménagement et entretien de la voirie d’intérêt communautaire
- Prévention de la délinquance
- Mobilité
- Équipements culturels et sportifs communautaires

### Régime fiscal et budget
Le régime fiscal de la communauté de communes est la fiscalité professionnelle unique (FPU).

## Projets et réalisations

### Reconnaissance faciale
En novembre 2023, le tribunal administratif de Caen a condamné la communauté de communes  Cœur Côte Fleurie après l'utilisation d'un logiciel de reconnaissance faciale qui « porte une atteinte grave et manifestement illégale au respect de la vie privée » selon le tribunal.
Le 21 décembre 2023, le Conseil d’État a annulé la décision du tribunal administratif de Caen, dans la mesure où les fonctionnalités de reconnaissance faciale dudit logiciel n’ont pas été utilisées par la Communauté de Communes Cœur Côte Fleurie. À ce titre, l’atteinte grave et manifestement illégale à une liberté fondamentale soutenue par les requérants n’a pu être retenue. En outre, « les opérations mises en œuvre pour assurer l’exécution de l’ordonnance [du tribunal administratif] ont causé la détérioration du logiciel qui n’est plus fonctionnel ».